# Kim Menzer
Kim Menzer (født 15. januar 1938) er en dansk musiker og komponist, han er mest kendt for sin medvirken i Burnin Red Ivanhoe. Han spiller på basun, mundharpe, forskellige fløjter, alt- og sopransaxofon.
Han startede i en alder af 14 år med at spille basun i Sønderborg-bandet Gloryland Jazzband, senere sammen med bl.a. Karsten Vogel i Cadentia Nova Danica, der spillede fri jazz, og derefter i Burnin Red Ivanhoe.
Kim Menzers kunstneriske højdepunkt har været hans syv års engagement i Paris som musiker og komponist hos den verdensberømte teaterinstruktør Peter Brook i forestillingen The Mahabharata.
Siden 2006 har Kim Menzer været det engagerede midtpunkt i Kim Menzer Jazz & Blues Band, der spiller jazz, som spænder fra New Orleans med inspiration fra dancehallmusikken til nyere jazzificerede numre inspireret af bl.a. Elvis, Ray Charles, Prince, m.fl.